# Liste der Monuments historiques in Sixt-sur-Aff
Die Liste der Monuments historiques in Sixt-sur-Aff führt die Monuments historiques in der französischen Gemeinde Sixt-sur-Aff auf.

## Liste der Bauwerke
| Bezeichnung               | Beschreibung | Standort | Kennzeichnung | Schutzstatus | Datum | Bild |
| ------------------------- | ------------ | -------- | ------------- | ------------ | ----- | ---- |
| Manoir de la Cour de Sixt | Herrenhaus   | (Lage)   | PA35000005    | Classé       | 2000  |      |